# Renåsjön
Renåsjön är en sjö i Strömsunds kommun i Jämtland och ingår i Ångermanälvens huvudavrinningsområde. Sjön har en area på 3,57 kvadratkilometer och ligger 294,7 meter över havet. Sjön avvattnas av vattendraget Edsån (Rusvattenån).

## Delavrinningsområde
Renåsjön ingår i det delavrinningsområde (709749-147330) som SMHI kallar för Utloppet av Renåsjön. Medelhöjden är 345 meter över havet och ytan är 30,45 kvadratkilometer. Räknas de 34 avrinningsområdena uppströms in blir den ackumulerade arean 213,37 kvadratkilometer. Edsån (Rusvattenån) som avvattnar avrinningsområdet har biflödesordning 3, vilket innebär att vattnet flödar genom totalt 3 vattendrag innan det når havet efter 213 kilometer. Avrinningsområdet består mestadels av skog (76 procent). Avrinningsområdet har 3,59 kvadratkilometer vattenytor vilket ger det en sjöprocent på 11,8 procent.